# Pidonia taipingshana
Pidonia taipingshana là một loài bọ cánh cứng trong họ Cerambycidae.